# 1949年停战协议

1949年停战协议（直译：「獨立戰爭結束時的停戰協定」），是指以色列与其交战国（埃及、黎巴嫩、约旦、叙利亚）在1949年签署的一系列停战协议。该协议宣告自1948年以来的第一次以阿战争暂告段落，并划定了以色列军队和阿拉伯联军之间的分界线（又称“绿线”）。该线直到1967年六日战争时被再次打破。

## 协议

### 与埃及方面
1949年1月6日，拉尔夫本奇博士声称埃及最终同意与以色列商谈停战协议，协议于1月12日在第三国希腊的罗得岛上进行。协议开始后不久，以方同意释放埃及一个被围攻的旅，然而不久后以方又撤回了先前的承诺。协议直到月底并无进展。以色列要求埃及撤回驻扎在巴勒斯坦的所有军队。埃及却坚持以色列要退回到亚实基伦-希伯仑路的北端。
协议最终于2月24日签署。其主要内容如下：
- 停战分界线不能被解读为政治或领土分界线
- 停战分界线与1922年的埃及与巴勒斯坦托管地的分界线大抵相等。但埃及保留对加沙地带的控制。
- Faluja地区的埃及军旅得以回国，但该地区将转交至以色列手中。[6]
- 在Uja al-Hafeer周边建立非军事区，并在该区建立双边停战委员会。

### 与黎巴嫩方面
同年3月23日与黎巴嫩签署协议要点如下：
- 停战分界线 ("绿线")作为巴勒斯坦托管地与黎巴嫩的交界线。
- 以色列在前年占领的13个黎巴嫩城镇悉数还给黎巴嫩。

### 与约旦方面
与约旦方的协议签定于4月3日要点如下：
- 约旦军队保留在东耶路撒冷的大部分军队。
- 约旦撤出用来监视沙崙的前哨站。

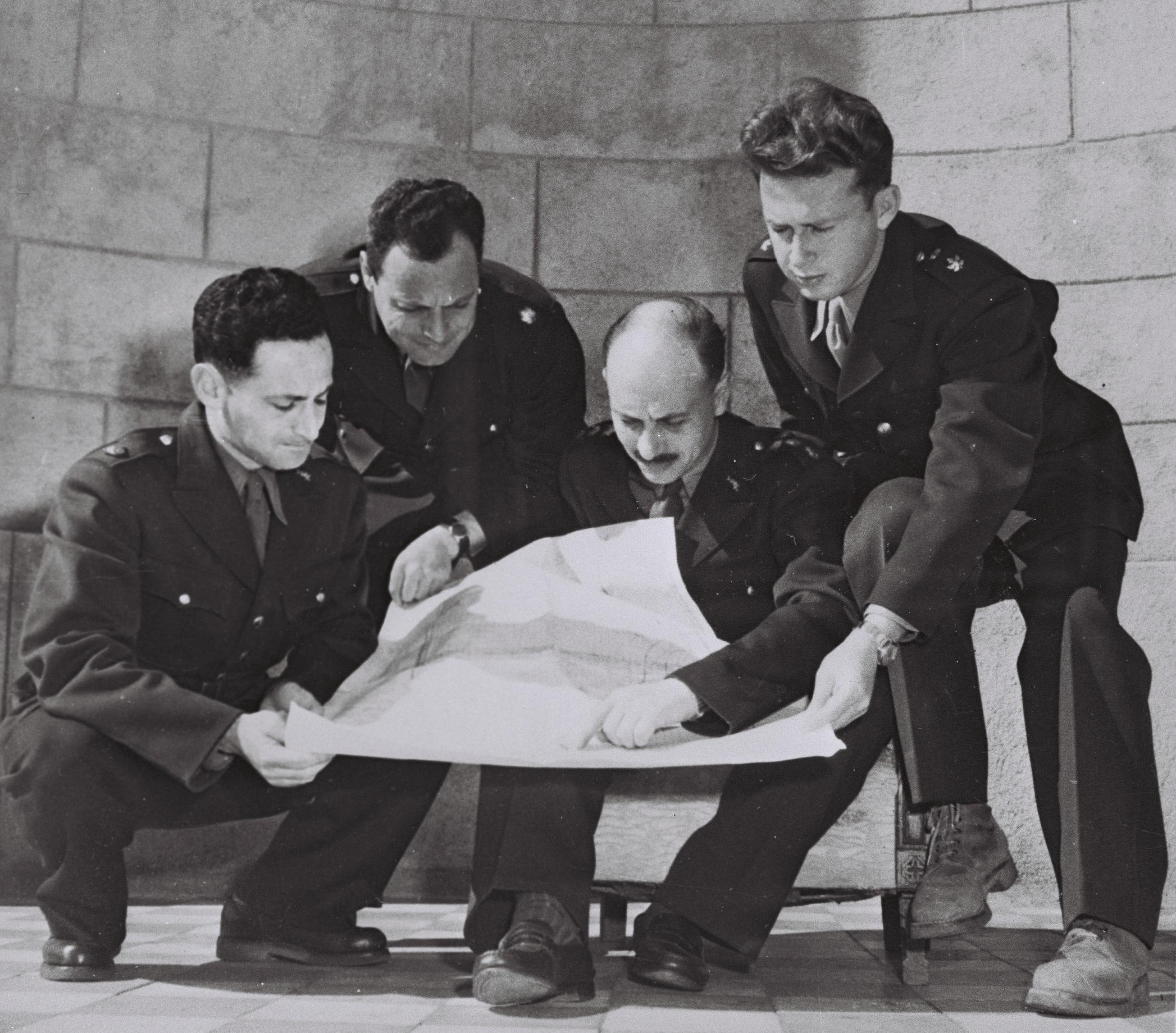
1949年停战协议的以色列方代表

- 领土置换：三角地带归以色列，希伯伦的南部山丘归约旦。

### 与叙利亚方面
与叙利亚的协定签署于7月20日。尽管叙利亚撤出大部分军队，但是叙方解读认为撤军并不意味着领土的最终裁定。